# Atelopus carrikeri
La rana arlequin Carrikeri (Atelopus carrikeri) es una especie de anfibios de la familia de los bufónidos. Es endémica de los bosques andinos y páramos de la Sierra Nevada de Santa Marta en el Departamento de Magdalena, al Norte de Colombia Su hábitat natural incluye montanos secos, subtropical o tropical, a altitudes de entre los 2.353 a 4.800 metros sobre el nivel del mar. Puede sobrevivir en áreas cubiertas de nieve. Esta especie no ha sido vista desde 1994, pero fue redescubierta en el 2008.

## Taxonomía
Esta especie fue descrita inicialmente por Alexander G. Ruthven en 1916 a partir de muestras recogidas por MA Carriker, Jr., en 1914. En 1994, una nueva especie, Atelopus leoperezii, fue descrita, sólo para más tarde ser determinada como la misma especie. Su pariente más cercano se cree que es el ahora extinto, jambato (Atelopus ignescens) endémico del Ecuador.

## Ecología

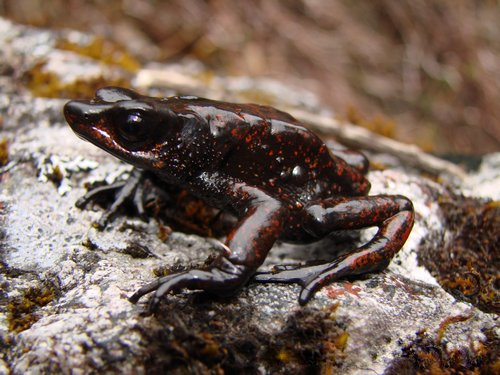

Esta especie pone sus huevos en los arroyos de las montaña, donde sus renacuajos se desarrollan.

## Amenazas
Su estado de conservación es de Peligro Crítico y se prevé que sus poblaciones se reducirán, tomando como base a lo que ha ocurrido con otras especies del género Atelopus a esas mismas altitudes. Además, la enfermedad quitridiomicosis, ha devastado muchas especies de Atelopus. Por poner un caso, de seis adultos Atelopus carrikeri encontrados en La Serranía de Cebolleta en el 2008, dos estaban enfermos. Otras amenazas incluyen la pérdida de hábitat por parte de la agricultura y el pastoreo de ganado, la contaminación por la fumigación de los cultivos, y el cambio climático.